# Håkan Edlén
Håkan Edlén, född 12 april 1915 i Ringarum, död 6 oktober 2003 i Göteborg, var en svensk flöjtist och musikproducent.
Edlén studerade vid Stockholms musikkonservatorium 1931–1937, var soloflöjtist i Göteborgs symfoniorkester 1941–1956 och i Sveriges Radios symfoniorkester 1956–1980. Han var studieledare vid Kursverksamheten i Göteborg 1943–1952, lärare i flöjtspelning och musikhistoria vid Musikkonservatoriet i Göteborg 1954–1958, musikproducent vid Sveriges Radio 1956–1980.
Yngre bror till Bengt Edlén.

## Priser och utmärkelser
- 1976 – Ledamot nr 807 av Kungliga Musikaliska Akademien
- 1986 – Medaljen för tonkonstens främjande[2]